# Stefania Pachnowska
Stefania Rozalia Pachnowska z domu Bacza (ur. 18 stycznia 1923 w Bydgoszczy, zm. 22 listopada 2005 w Warszawie) – polska rzemieślnik, posłanka na Sejm PRL VII kadencji (1976–1980). 

## Życiorys
Była córką Alberta i Stefanii. W czasie II wojny światowej była łączniczką (ps. Renata) w Wydziale Ogólnym Departamentu Spraw Wewnętrznych Delegatury Rządu na Kraj. Uczestniczyła w powstaniu warszawskim. Ukończyła Gimnazjum Kupieckie w Warszawie. Po 1945 uzyskała dyplom mistrza w bieliźniarstwie w Łódzkiej Izbie Rzemieślniczej, po czym prowadziła własny zakład na terenie Warszawy. 
W 1952 wstąpiła do Stronnictwa Demokratycznego. Była członkiem Koła Młodzieży Rzemieślniczej przy Miejskim Komitecie SD w Łodzi, działała też w Dzielnicowym Komitecie Warszawa Praga-Północ (pełniąc m.in. funkcję skarbnika) oraz w Stołecznym Komitecie partii. Sprawowała mandat radnej Dzielnicowej Rady Narodowej Praga-Północ (przez trzy kadencje) oraz Rady Narodowej m. st. Warszawy (jedną kadencję). Zasiadała w prezydium DK Frontu Jedności Narodu. Była ławnikiem Sądu Wojewódzkiego dla m.st. Warszawy (od 1962). 

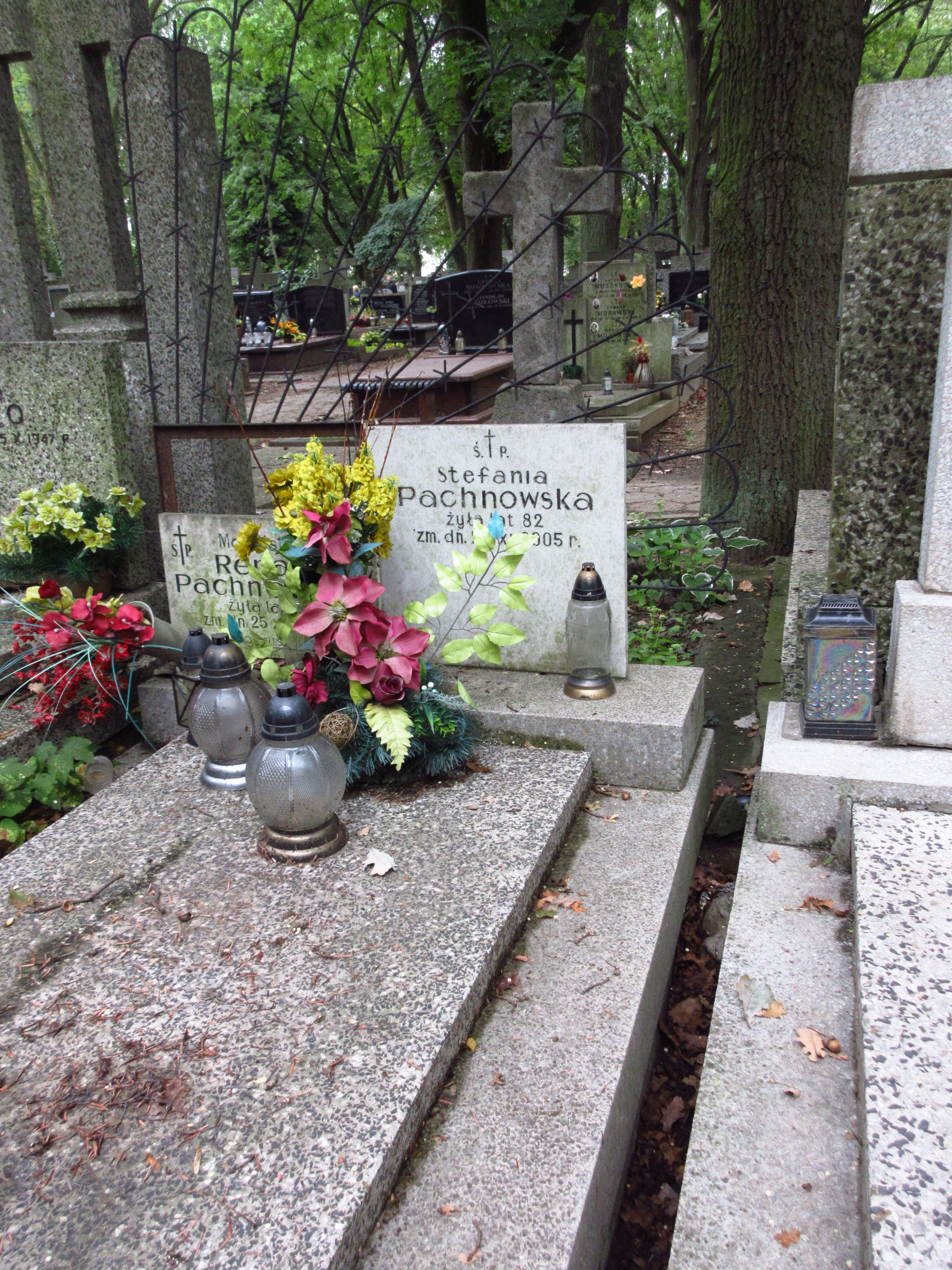
Grób Stefanii Pachnowskiej na Cmentarzu Bródnowskim

W wyborach w 1976 uzyskała mandat posłanki na Sejm PRL z okręgu Praga-Północ. Zasiadała w Komisji Przemysłu Lekkiego. 
Odznaczona Złotym Krzyżem Zasługi, odznaką honorową „Za Zasługi dla Warszawy” oraz odznaką „Zasłużony Działacz Kultury”. 
Zmarła w 2005, została pochowana na cmentarzu Bródnowskim (kwatera 6H-2-30).